# Aaron Lopez
Aaron Lopez (nascido Duarte Lopez; 1731-1782) foi um comerciante e traficante de escravos da Nova Inglaterra. Em sua época, foi a pessoa mais rica de Newport, Rhode Island, na América Britânica. Em 1761 e 1762, Lopez, em vão, processou a Colônia de Rhode Island para obter cidadania britânica.

## Juventude
Duarte Lopez nasceu em 1731 em Lisboa, Portugal. Ele pertencia a uma família de conversos que professavam o catolicismo enquanto continuaram a praticar o judaísmo em segredo. Em 1750 Lopez casou uma mulher chamada Anna, e dentro de dois anos a jovem tinha uma filha, Catherine.
O irmão mais velho de Aaron, José tinha deixado Portugal anos anteriores, reafirmado sua identidade judaica, e adotando o nome Moisés. Moisés foi naturalizado em 1740 e lhe foi concedida uma licença pela Assembleia Geral de Rhode Island para fazer potassa em 1753, e ele se tornou um bem sucedido comerciante em Newport. Em 1752 Duarte e sua família se mudou para Newport, onde passaram a viver como judeus, adotando os nomes de Aaron, Abigail, e Sarah.

## Negócios
Lopez estabeleceu-se como um lojista em Newport logo após sua chegada. Em 1755 ele estava comprando e vendendo mercadorias em toda a Rhode Island e lidando com outros comerciantes, em Boston e New York.
Um dos primeiros interesses comerciais de Lopez foi o comércio de espermacete, uma cera extraída de baleia que era usada para fazer velas. Lopez construiu uma fábrica de fazer velas em Newport, em 1756. Em 1760, uma dúzia de concorrentes tinham construído fábricas similares na Nova Inglaterra. Baleeiros não conseguiam fornecer às fábricas espermacete suficiente para satisfazer a procura, e o preço do óleo de baleia elevou-se. Em 1761, Lopez juntou-se a oito outros comerciantes para formar um "trust" para controlar o preço e distribuição do óleo de baleia.
Lopez expandiu o seu comércio para além do litoral norte-americano e por volta de 1757 tinha grandes interesses no comércio das Índias Ocidentais.. Ele também enviou navios para a Europa e as Ilhas Canárias. Entre 1761 e 1774, Lopez passou a atuar no tráfico de escravos. Até o início da Revolução Americana, Lopez detinha ou controlava 30 navios negreiros.
Até o início dos anos 1770s, Lopez se tornou a pessoa mais rica de Newport, sua avaliação fiscal foi duas vezes superior à de qualquer outro morador. A razão pela qual ele foi bem-sucedido foi o fato de seus interesses comerciais serem tão diversificados. Lopez era proprietário de 21 navios negreiros. Além disso, ele fabricava velas de espermacete, barcos, barris, rum e chocolate. Ele tinha interesses comerciais na produção de têxteis, vestuário, calçado, chapéus e garrafas.  Ezra Stiles, o ministro Congregacional em Newport e futuro presidente da Yale College, descreveu Lopez como "um comerciante de primeira categoria" e escreveu que a "extensão de seu comércio provavelmente não era superada por nenhum comerciante na América".
Em meados dos anos 1770s, com tensões crescentes entre a Grã-Bretanha e suas colônias americanas, a fortuna de Lopez começou a declinar. A Associação Continental fez um boicote contra o comércio com a Grã-Bretanha. Em Outubro de 1775, a marinha britânica ancorou fora do porto de Newport e a população começou a evacuar da cidade. No início de 1776, Lopez mudou-se para Portsmouth, Rhode Island, Providence, Boston e finalmente para Leicester, Massachusetts. A historiadora Marilyn Kaplan descreve as perdas de Lopez durante a Revolução Americana como "monumental".

## Filantropia
Lopez apoiou diversas causas beneficentes em Newport. Ele comprou livros para a Biblioteca Redwood e Ateneu. Ele contribuiu para a construção do Colégio de Rhode Island (que mais tarde mudou-se para Providence e finalmente se tornou a Brown University).
Lopez foi um dos principais contribuintes que ajudaram a construir a Sinagoga Touro, e foi-lhe dado a honra de lançar um dos seus pilares.
Durante a Revolução Americana, Lopez deu guarida a refugiados judeus em sua casa de Leicester. Referindo-se aqueles protegidos por Lopez, um amigo escreveu na brincadeira, que "a sua família neste momento está em um número de apenas 99 e ainda há espaço para um mais".

## Cidadania
Em 1761, Lopez entrou com uma ação na Corte Superior de Rhode Island para se tornar um cidadão naturalizado. Segundo o British Naturalization Act de 1740, qualquer pessoa que tenha residido na colônia por sete anos poderia tornar-se um cidadão britânico, independentemente da religião. Embora ele reunisse as condições estabelecidas por lei, o pedido foi negado Lopez.. A outro judeu identificado, Elizer Isaac, também foi negado cidadania.
Lopez e Elizer Rhode Island recorreu à Assembleia Geral de Rhode Island. A Câmara Baixa aprovou seu pedido e requereu que eles voltassem à Corte Superior para fazer um juramento de fidelidade, mas os termos da sua cidadania seria limitado: judeus poderiam tornar-se cidadãos de Rhode Island, mas não seriam autorizados a votar ou servir em cargos públicos.
Lopez e Elizer saíram pior na Câmara Alta. Lá eles foram informados de que o Parlamento da Grã-Bretanha tinha dado aos tribunais, e não do legislador, a jurisdição sobre naturalização. Se eles quisessem tornar-se cidadãos, e Elizer Lopez teria de recorrer ao Tribunal Superior.
O Superior Tribunal ouviu o recurso em 11 de março de 1762. O seu pedido foi negado pela segunda vez. O tribunal defendeu que o ato de 1740 foi destinado a aumentar a população da colônia e, desde a colônia tinha aumentado em população, a lei deixou de ser aplicada. O juiz também observou que em função de uma lei de 1663 de Rhode Island, só cristãos poderiam tornar-se cidadãos. Lopez e Elizer não poderiam tornar-se cidadãos de Rhode Island. Lopez and Elizer could not become citizens of Rhode Island.
Determinado a se tornar um cidadão, Lopez fez investigações para saber se ele poderia tornar-se naturalizado em outra colônia. Em Abril de 1762, mudou-se temporariamente para Swansea, Massachusetts. Em 15 de outubro de 1762, Lopez tornou-se um cidadão de Massachusetts e em seguida retornou a Newport. Historiadores acreditam que Lopez foi o primeiro judeu a se tornar um cidadão naturalizado de Massachusetts.

## Falecimento
Em 28 de maio de 1782, retornando com sua família de Leicester para Newport, Lopez morreu afogado quando o seu cavalo e o carro em que vinha cairam numa lagoa. Ele foi enterrado no cemitério judaico de Newport.

## Outros textos
- Bigelow, Bruce M. (outubro de 1931). «Aaron Lopez: Colonial Merchant of Newport». The New England Quarterly. IV (4): 757–776. doi:10.2307/359587
- Chyet, Stanley F. (1970). Lopez of Newport: Colonial American Merchant Prince. Detroit: Wayne State University Press. ISBN 0-8143-1407-4
- Gutstein, Morris Aaron (1939). Aaron Lopez and Judah Touro: A Refugee and a Son of a Refugee. Nova Iorque: Behrman's Jewish Book House. OCLC 2848361
- Schappes, Morris U. (1976) [1950]. «Merchant in Exile». In:  Morris U. Schappes. A Documentary History of the Jews of the United States 1654-1875. Nova Iorque: Schocken Books. ISBN 0-8052-0488-1